# Rolando Schiavi
Rolando Carlos Schiavi (født 18. januar 1973 i Lincoln, Argentina) er en argentinsk tidligere fodboldspiller (midterforsvarer).
Schiavi spillede for flere af storklubberne i sit hjemland, blandt andet Argentinos Juniors, Boca Juniors og Estudiantes. Med Boca vandt han tre argentinske mesterskaber, mens han vandt Copa Libertadores med både Boca og Estudiantes. Han havde også udlandsophold hos blandt andet Hércules i Spanien og brasilianske Grêmio. 
Schiavi spillede desuden fire kampe for det argentinske landshold, som alle faldt i 2009.

## Titler
Primera División Argentina
- 2003 Apertura, 2005 Apertura og 2011 Apertura med Boca Juniors

Copa Libertadores
- 2003 med Boca Juniors
- 2009 med Estudiantes

Intercontinental Cup
- 2003 med Boca Juniors

Copa Sudamericana
- 2004 med Boca Juniors

Recopa Sudamericana
- 2005 med Boca Juniors

Copa Argentina
- 2012 med Boca Juniors

Campeonato Gaúcho
- 2007 med Grêmio